# Liste der Straßen im Bonner Ortsteil Schwarzrheindorf/Vilich-Rheindorf
Die folgende Liste enthält die Straßen und Plätze auf dem Gebiet des Bonner Ortsteils Schwarzrheindorf/Vilich-Rheindorf im Stadtbezirk Beuel.
| Straße                  | Erstbenennung/ -erwähnung | Namensherkunft | Frühere Namen Anmerkungen | Bonner Straßenkataster |
| ----------------------- | ------------------------- | --- | --- | ---------------------- |
| Adelheidisstraße        | 1904                      | Benannt nach Adelheidis von Vilich (970–1015), Heilige, Äbtissin des Benediktinerinnenklosters Vilich, später auch des Stifts St. Maria im Kapitol in Köln, seit 2008 dritte Stadtpatronin von Bonn. Der Legende nach soll sie während der großen Dürre um 1000 mit ihrem Äbtissinnenstab die Adelheidisquelle in Pützchen hervorgerufen haben. Das Adelheidis-Brünnchen wurde 1726 erstmals erwähnt.          | Die Straße verläuft zwischen der Sankt Augustiner Straße und An der Burg Lede. Erstmals erwähnt wurde die Straße 1824 als Bäumchesweg. Das Teilstück zwischen der Burg Lede und Gerhardstraße hieß von 1904 bis 1978 Schulstraße (nach den Schulhäusern am Platz vor der Kirche), das Teilstück zwischen Schillerstraße und Gerhardstraße hieß von 1904 bis 1978 Burgweg (nach der Burg Lede). | Eintrag                |
| Alt Gensem              | 1978                      | Benannt nach dem Flurnamen „Im Gensem“. Der Name Gensem wird auf Gensheim, die Siedlung eines Franken, zurückgeführt. Die Deutung ist aber umstritten. | Bei der Straße handelt es sich um eine Stichstraße an der Gensemer Straße. | Eintrag                |
| Am Ledenhof             | 1956                      | Die Straße ist nach dem in der Nähe liegenden und bereits 1390 urkundlich erwähnten Viehhof des Stiftes Vilich benannt. Der Hof gehörte bis 1803 zum Stift und wurde durch einen der späteren Besitzer, Otto Friedrich Weinlig, am Anfang des 20. Jahrhunderts in Ledenhof umbenannt. | Bei der Straße handelt es sich um eine Stichstraße von der Stiftsstraße. | Eintrag                |
| An der Wolfsburg        | 1991                      | Diese Straße ist nach der dort gelegenen ehemaligen Wasserburg, auch Gymnicher Haus genannt, benannt. | Stichstraße von der Rheindorfer Straße. Die Straße wurde von 1904 bis 1991 Wolfsgasse genannt. | Eintrag                |
| Arnoldstraße            | 1904                      | Die Straße ist nach Arnold von Wied (1100–1156), Erzbischof von Köln (1151–1156) und Erbauer der 1151 geweihten Doppelkirche von Schwarzrheindorf, benannt. Seine Grabstätte befindet sich in der Doppelkirche. | Die Straße verläuft zwischen der Bergheimer Straße und dem Hochwasserdamm. Sie hieß von 1564 bis 1904 Hofgasse. | Eintrag                |
| Auf dem Hirschberg      | 1952                      | Die Namensherkunft ist unklar. Namensgeber kann das gleichnamige Tier, aber auch die Hierzemännchen (Heinzelmännchen) gewesen sein. In rheinischen Sagen erscheinen die Heinzelmännchen häufig als Bewohner kleinerer Anhöhen. | Die Straße verläuft zwischen der Arnoldstraße und der Wittestraße. | Eintrag                |
| Auf dem Mühlenberg      | 1959                      | Die Straße ist nach einem Flurnamen benannt. Die am Nordende der Straße stehende Vilicher Windmühle wurde 1571 erstmals urkundlich erwähnt, sie brannte 1882 ab. | Die Straße verläuft zwischen der Adelheidisstraße und der Stiftsstraße. | Eintrag                |
| Bergheimer Straße       | 1904                      | Die Straße führte zur Bergheimer Fähre und wurde daher nach dem Troisdorfer Ortsteil Bergheim benannt. | Die Straße verläuft zwischen der Stiftsstraße und „Im Gensem“. Sie hieß bis 1904 Rosberggasse. | Eintrag                |
| Bröltalbahnweg          | 1984                      | Der Weg ist nach der Schmalspurbahn benannt, die zwischen 1860 und 1954 auf dieser Trasse fuhr. Die Bahn befuhr das Bröltal bis nach Waldbröl. | Der Weg verläuft zwischen Rheinaustraße und Augustinerstraße . | Eintrag                |
| Büchelgarten            | 1984                      | Die Straße ist nach einem Flurnamen benannt. | Die Straße verläuft zwischen Clemensstraße und Grabenstraße. | Eintrag                |
| Clemensstraße           | 1904                      | Die Straße ist nach dem heiligen Clemens einem der Pfarrpatrone von Schwarzrheindorf benannt. | Die Straße verläuft zwischen Werdstraße/Vilicher Straße und Adelheidisstraße und hieß bis 1904 Holzgasse. | Eintrag                |
| Dixstraße               | 1904                      | Die Benennung der Straße ist wahrscheinlich als eine Ableitung von „dick“ (auch groß, breit) und nicht wie sonst üblich als Kurzform für Benedikt zu sehen. | Die Straße verläuft zwischen Vilicher Straße und Stiftsstraße und hieß vor 1904 „Auf dem Dix“. | Eintrag                |
| Frankenweg              | 1955                      | Sie ist nach den Franken benannt. Diese waren im Beueler Stadtgebiet ansässig, was zahlreiche Funde belegen. | Die Straße ist eine Stichstraße der Clemensstraße und hieß bis 1955 auch Clemensstraße. | Eintrag                |
| Friedrich-Ebert-Brücke  | 1967                      | Benannt nach Friedrich Ebert. Die nördlichste der Bonner Rheinbrücken wird auch Nordbrücke genannt. | Die Autobahnbrücke (A565) verbindet Beuel und Bonn. | Eintrag                |
| Gensemer Straße         | 1904                      | Benannt nach dem Ortsnamen Gensem. Der Name basiert auf dem Begriff „Gänsewasem“ (Gänseweide). | Die Straße verläuft zwischen Arnoldstraße und „Im Gensem“. Die Straße hieß von 1858 bis 1904 Gensemer Gasse. | Eintrag                |
| Grabenstraße            | 1904                      | Benannt nach dem neben der Straße verlaufenden Graben für Niederschlagswasser. | Die Straße verläuft zwischen Stiftsstraße und Frankenweg. Die Straße hieß von 1858 bis 1904 „Am Graben“. | Eintrag                |
| Haffstraße              | 1978                      | Die Straße ist nach dem Stettiner Haff benannt. | Die Straße verläuft zwischen Kirchfeldstraße und „Am Ledenhof“. Die Straße hieß vorher Stettiner Straße und „Am Ledenhof“ (Teilstück). | Eintrag                |
| Henri-Parisot-Straße    | 1994                      | Die Straße ist nach Henri Parisot (1895–1984), einem Bürgermeister (1947–1971) der Beueler Partnerstadt Mirecourt benannt. | Bei der Straße handelt es sich um eine Stichstraße von der Wittestraße. | Eintrag                |
| Hundeshagenstraße       | 1967                      | Die Straße ist nach Doktor Bernhard Hundeshagen (1784–1858) benannt. Er lehrte an der Bonner Universität Kunstgeschichte hat zwischen 1820 und 1830 die damals profanierte Doppelkirche in Schwarzrheindorf aufgemessen, gezeichnet und beschrieben. | Die Straße verläuft zwischen Werdstraße und Dixstraße. | Eintrag                |
| Im Gensem               | 1904                      | Die Herkunft des Namens ist unklar. Möglich ist, dass es sich um eine Ableitung des Siedlungsnamens Gensheim handelt. Die Herkunft des Namens kann auch von dem Begriff „Gänsewasem“ (Gänseweide) stammen. Als dritte Möglichkeit wurde die lateinische Ortsbezeichnung „Gesonia“, die der römische Schriftsteller Florus als rechtsrheinisches „Gegenüber von Bonna“ nennt, lange als Namensursprung genannt. | Die Straße verläuft zwischen Gensemer Straße und Bergheimer Straße und hieß zwischen 1858 und 1904 Gensem bzw. „Gensum am Berg“. | Eintrag                |
| Im Niederfeld           | 2011                      | Die Straße ist nach einem Flurnamen benannt. | Die Straße verläuft zwischen Niederkasseler Straße (Landesstraße16) und der Kläranlage Beuel. | Eintrag                |
| Jahnstraße              | 1938                      | Benannt nach Friedrich Ludwig Jahn (1778–1852). Der Berliner Lehrer eröffnete 1811 in Berliner Hasenheide den ersten Turnplatz und war 1848 Mitglied der Frankfurter Nationalversammlung. | Die Straße verläuft zwischen Von-Sandt-Straße und Kommentalweg. 1955 wurde die Bezeichnung auch für den östlichen Teil der Straße bestimmt. | Eintrag                |
| Kirchfeldstraße         | 1963                      | Benannt nach Feldstücken, die der Kirche gehörten und die Flurnamen „Kleines Kirchfeld“ und „Auf dem großen Kirchfeld“ trugen. | Die Straße verläuft zwischen Stiftsstraße und Kurlandstraße. | Eintrag                |
| Kommentalweg            | 1934                      | Benannt nach einer Flurbezeichnung. Als Komme bzw. Kumme wird eine Bodensenke bezeichnet. | Die Straße verläuft zwischen Werdstraße und Jahnstraße. | Eintrag                |
| Kurlandstraße           | 1978                      | Die Straße ist nach dem Kurland, einer Region in der Republik Lettland, benannt. | Die Straße verläuft zwischen Niederkasseler Straße und „Am Ledenhof“. Die Straße hieß bis zu ihrer Umbenennung „Am Ledenhof“ (Hausnummern 19–27) und Königsberger Straße. | Eintrag                |
| Mirecourtstraße         | 1968                      | Benannt nach der französischen Stadt Mirecourt. Zwischen der Stadt in den Vogesen und der Stadt Beuel besteht seit 1969 eine Städtepartnerschaft. | Die Ringstraße verläuft zwischen Rheindorfer Straße und Rathausstraße. | Eintrag                |
| Niederkasseler Straße   | 1990                      | Benannt nach der nordöstlich von Bonn liegenden Stadt Niederkassel. | Die Straße, ein Teilstück der Landesstraße 16, verläuft zwischen der Sankt Augustiner Straße und der Bundesautobahn 565, der Stadtgrenze. | Eintrag                |
| Pastor-Königs-Weg       | 2008                      | Benannt nach Karl Königs (1928–2005), Pfarrer an Sankt Maria und Sankt Clemens von 1966 bis 2002. | Es handelt sich um einen Privatweg zwischen der Petrusstraße und der Dixstraße . | Eintrag                |
| Petrusstraße            | 1904                      | Benannt nach einem Heiligenhäuschen, das früher an dieser Stelle stand. Das Häuschen mit der Figur des Apostels Petrus befindet sich heute unterhalb der Doppelkirche. | Die Straße verläuft zwischen Werdstraße und Arnoldstraße. Sie wurde von 1890 bis 1904 „Am Gesetz“ genannt. | Eintrag                |
| Rheinaustraße           | 1978                      | Die Straße wurde erstmals 1904 in Vilich-Rheindorf erwähnt. Sie verlief zwischen der Pappelallee und dem Bahnhof der Bröltalbahn. Nach einem Ratsbeschluss wurde die Bezeichnung auf die Rheinstraße in Beuel und die Uferstraße in Limperich ausgeweitet. | Die Straße verläuft zwischen Pappelallee und Rosenweg. Sie hieß von 1858 bis 1893 Fährgasse, von 1896 bis 1904 Rheinstraße und von 1953 bis 1977 Rheinuferstraße/Uferstraße. | Eintrag                |
| Rheindorfer Straße      | 1955                      | Benannt nach dem Ortsteil Rheindorf, dem heutigen Schwarzrheindorf bzw. Vilich-Rheindorf. | Die Straße verläuft zwischen Werdstraße und Konrad-Adenauer-Platz. Das Teilstück zwischen Wolfsgasse und Werdstraße hieß von 1896 bis 1904 „An der Kier“, das Teilstück zwischen Kaiser-Konrad-Straße und Wolfsgasse hieß zwischen 1896 und 1904 Enggasse. Beide Teilstücke wurden 1904 in Bonner Straße umbenannt.                                                                            | Eintrag                |
| Samlandstraße           | 1978                      | Die Straße ist nach einer Landschaft in Ostpreußen benannt. Der Name erinnert an das vom Deutschen Ritterorden gegründete Fürstbistum Samland. | Die Straße verläuft zwischen Kirchfeldstraße und Am Ledenhof und hieß bis 1978 Am Ledenhof (Häuser 10 bis 14) und Breslauer Straße. | Eintrag                |
| Sankt Augustiner Straße | 1978                      | Die Straße ist nach der östlich von Bonn liegenden Stadt Sankt Augustin benannt. | Die Straße führt vom Konrad-Adenauer-Platz nach Sankt Augustin. Sie hieß von 1858 bis 1893 Vilich-Combahner Weg/Vilicher Weg, von 1893 bis 1956 Vilicher Straße und von 1956 bis 1978 Bonner Straße | Eintrag                |
| Stiftsstraße            | 1913                      | Benannt nach dem Damenstift der Cellitinnen zur heiligen Maria in Vilich. Die Straße verbindet die beiden ehemaligen Damenstifte in Vilich und Schwarzrheindorf. | Die Straße verläuft zwischen Dixstraße und Adelheidisstraße. Der westliche Straßenteil hieß von 1858 bis 1904 Kirchfeldchensweg und von 1904 bis 1955 Kirchstraße. | Eintrag                |
| Tentenstraße            | 1997                      | Die Straße ist nach Bonner Ehepaar Jakob Wilhelm (1904–1989) und Edith Tenten (1899–1989) benannt. Die Eheleute gründeten 1985 die Tenten-Stiftung für Bonner Bürger in Not. | Bei der Straße handelt es sich um eine Stichstraße von An der Wolfsburg. | Eintrag                |
| Vilicher Straße         | 1904                      | Die Straße ist nach dem Beueler Ortsteil Vilich benannt und führt von Schwarzrheindorf nach Vilich. | Die Straße verläuft zwischen der Dixstraße und Auf dem Mühlenberg. Die Straße hieß von 1858 bis 1904 Vilicher Gasse, der platzartige Anfang wurde bis 1904 Büchel genannt. | Eintrag                |
| Von-Sandt-Straße        | 1918                      | Die Straße ist nach dem Bonner Landrat (1854–1888) Karl von Sandt (1826–1890) und seinem Sohn, dem Bonner Landrat (1888–1903), Max von Sandt (1861–1918) benannt. | Die Straße verläuft zwischen Konrad-Adenauer-Platz und Jahnstraße. | Eintrag                |
| Werdstraße              | 1904                      | Die Straße ist nach dem ehemaligen Rheindorfer Werd, einer dem Rheinufer vorgelagerten Insel, benannt. | Die Straße verläuft zwischen Clemensstraße/Dixstraße und Hundeshagenstraße. | Eintrag                |
| Wittestraße             | 1955                      | Die Straße ist nach Karl Witte (1877–1950), dem Pfarrer an der Doppelkirche St. Maria und St. Clemens von 1918 bis 1950, benannt. Ihm ist, neben zahlreicher Bemühungen um das Gotteshaus, der Erwerb der Barock-Orgel zu verdanken. | Die Straße verläuft zwischen Vilicher Straße und Vilicher Bach. | Eintrag                |
| Wolfsgasse              | 1904                      | Die Straße ist nach der Familie Wolf benannt. Die Straße liegt am ehemaligen Stammsitz des Rittergeschlechts der Wolff von Rheindorf. Die ehemalige Wasserburg wird auch Wolfsburg genannt. | Es handelt sich um eine Stichstraße zu beiden Seiten der Rheinaustraße. | Eintrag                |